# مارك داونز
مارك داونز (1 أغسطس 1974 في المملكة المتحدة - ) (بالإنجليزية: Mark Downes)‏ هو لاعب كريكت بريطاني. لعب مع نادي مقاطعة شروبشاير للكريكت ‏.

## وصلات خارجية
- مارك داونز على موقع إي آس بي آن كريك إنفو (الإنجليزية)